# Provincia de Nápoles

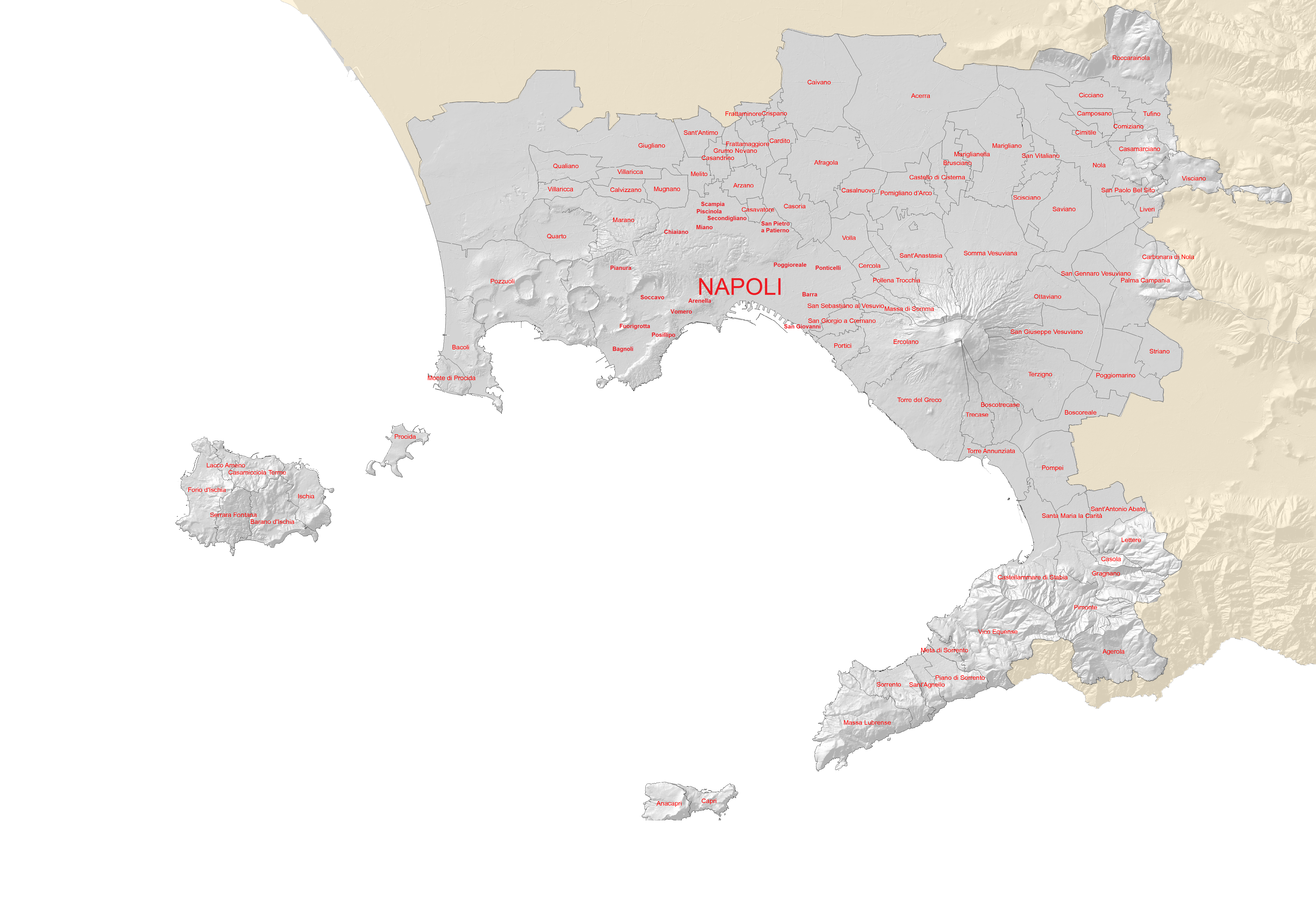
La división administrativa de la provincia de Nápoles.

La provincia de Nápoles (en italiano: Provincia di Napoli) fue una provincia de la región de Campania, en Italia. Su capital era la ciudad de Nápoles.
En el 2014 contaba con una población de 3 129 354 habitantes, una extensión de 1171 km² y una densidad de 2672,38 hab/km². 
El 1 de enero de 2015 fue reemplazada por la ciudad metropolitana de Nápoles.

## Demografía
Había 92 municipios en la provincia, casi todos caracterizados por la elevada densidad de población: 26 municipios de la provincia superaban los 30 000 habitantes, y de estos 12 tenían más de 50 000 residentes.

### Principales municipios
Municipios con más de 50 000 habitantes:
| Comuna                  | Población |
| ----------------------- | --------- |
| Nápoles                 | 963 357   |
| Giugliano in Campania   | 114 878   |
| Torre del Greco         | 87 490    |
| Pozzuoli                | 83 452    |
| Casoria                 | 79 932    |
| Castellammare di Stabia | 64 734    |
| Afragola                | 63 801    |
| Marano di Napoli        | 59 408    |
| Acerra                  | 55 372    |
| Ercolano                | 54 990    |
| Portici                 | 54 509    |
| Casalnuovo di Napoli    | 50 551    |